# Kustwerk Katwijk
Het Kustwerk Katwijk is een kunstmatig versterkte duinenrij in de zeereep voor de plaats Katwijk, in de Nederlandse provincie Zuid-Holland. Het kustwerk omvat een in het duin verborgen dijk en een ondergrondse parkeergarage.

## Achtergrond
De waterkering zoals die in het begin van de eenentwintigste eeuw in Katwijk aanwezig was voldeed niet meer aan de wettelijke veiligheidsnormen voor de bescherming tegen hoogwater. De waterkering lag namelijk niet langs de kustlijn, maar liep door het centrum; ongeveer 3000 mensen woonden buitendijks. Als uitvloeisel van het Hoogwaterbeschermingsprogramma-2 (HWBP-2), een samenwerkingsverband tussen Rijksoverheid en de waterschappen, werden daarom in de periode oktober 2013 tot en met februari 2015 kustversterkingswerken uitgevoerd onder de noemer Kustwerk Katwijk. Het HWBP-2 is onderdeel van het Deltaprogramma en valt onder het uitvoeringsprogramma daarvan, het zogenaamde Deltaplan Waterveiligheid.

## Uitvoering

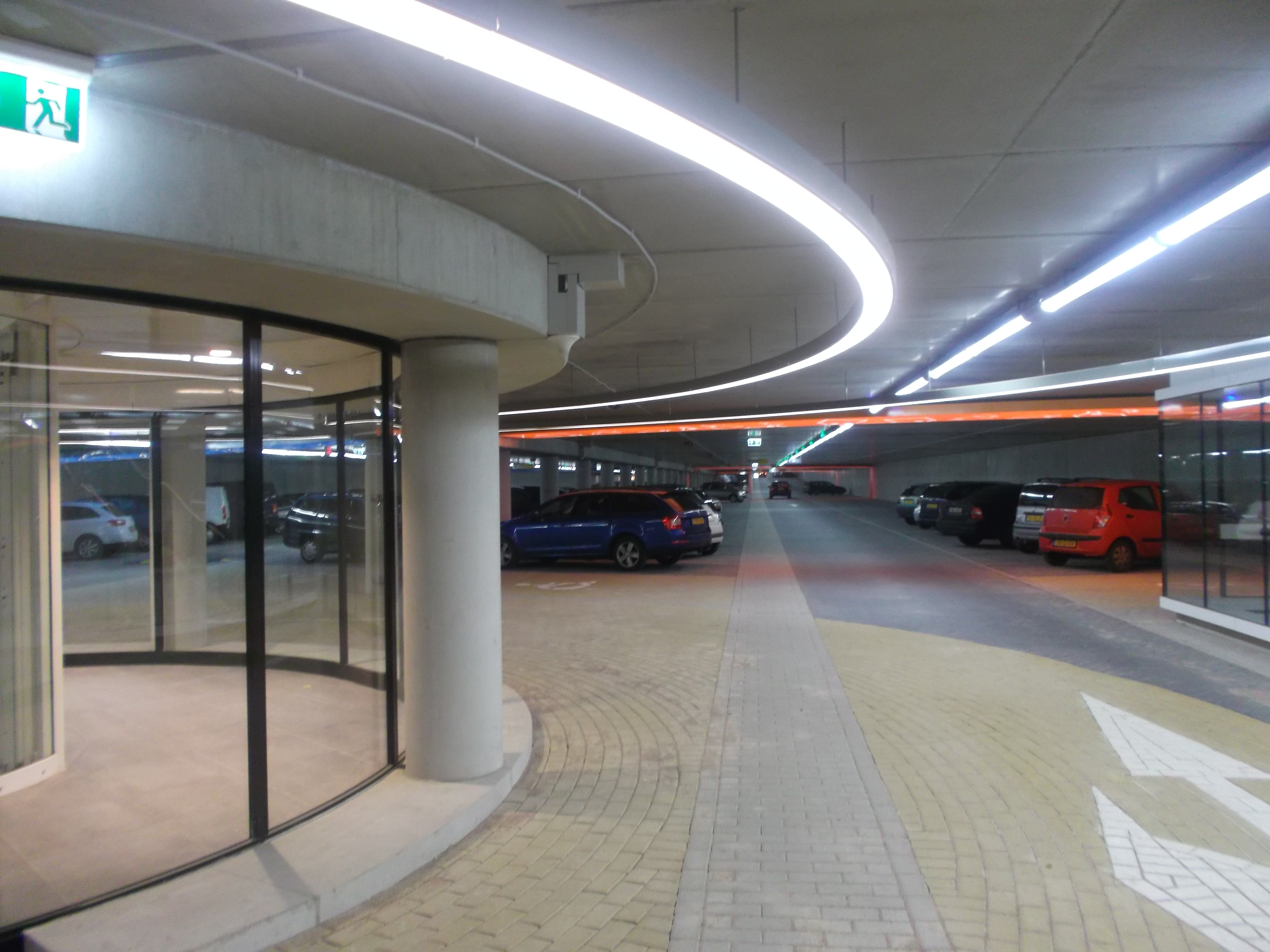
Parkeergarage

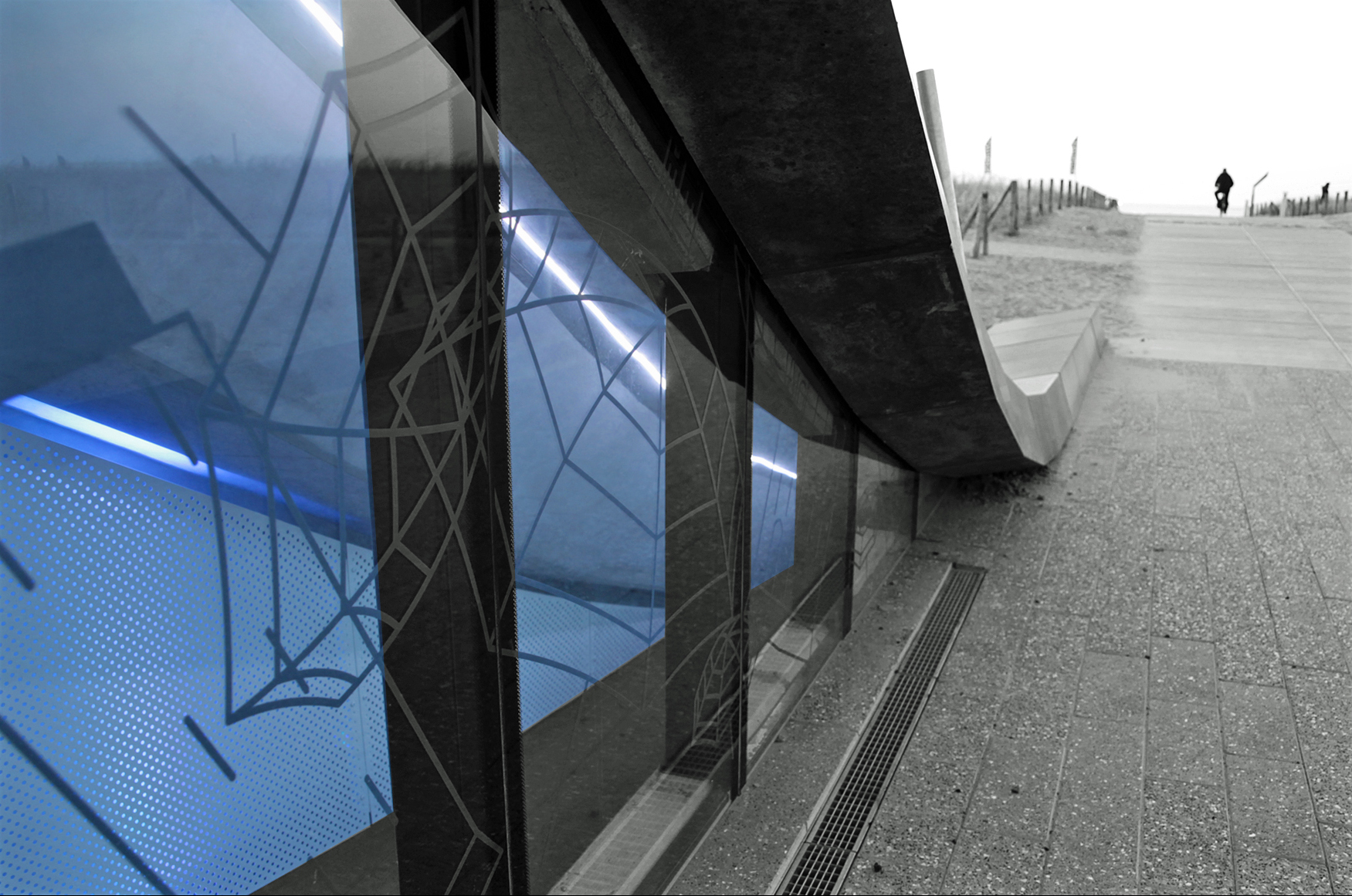
Detail parkeergarage

Met de aanleg van het kustwerk is de beveiliging van Katwijk in de richting van de zee uitgevoerd. Dit betekent dat de waterkering richting zee is uitgebouwd. Langs de boulevard is een nieuw tracé voor de dijk gekomen. De bestaande duinenrij is verbreed en in de duinen is een dijk aangelegd. Deze oplossing bood de meeste mogelijkheden voor zowel de veiligheid als de ruimtelijke kwaliteit in Katwijk. Door de bredere duinen is er langs de Katwijkse kust ook meer ruimte gekomen voor natuur en recreatie. 
De kustversterking ging ten koste van de bestaande parkeervoorzieningen aan zee. Daarom is er een nieuwe ondergrondse parkeergarage aangelegd tussen de dijk en de boulevard. De ondergrondse parkeergarage  biedt ruimte aan 670 geparkeerde auto's en bestaat uit één parkeerlaag en vier parkeerrijen over een lengte van 500 meter.
In 2015 won het ontwerp de Rijnlandse Architectuur Prijs. Datzelfde jaar was het een van de vijf genomineerden voor de Gouden Piramide. In 2016 won het ontwerp de publieksprijs 'BNA Beste Gebouw van het Jaar'.

## Parkeergarage
De ondergrondse parkeergarage Kustwerk Katwijk is ingepast in een 'dijk-in-duin-waterkering'. Deze zorgt ervoor dat het centrum van Katwijk binnen de dijk komt te liggen. De parkeergarage ligt ondergronds achter deze nieuwe dijk die ervoor zorgt dat het hele centrum binnendijks komt te liggen. De parkeergarage Kustwerk Katwijk is ontworpen door ZJA Zwarts & Jansma Architecten, Royal HaskoningDHV en Ballast Nedam. De openbare ruimte is ontworpen door OKRA Landschapsarchitecten.

## Tijdcapsule

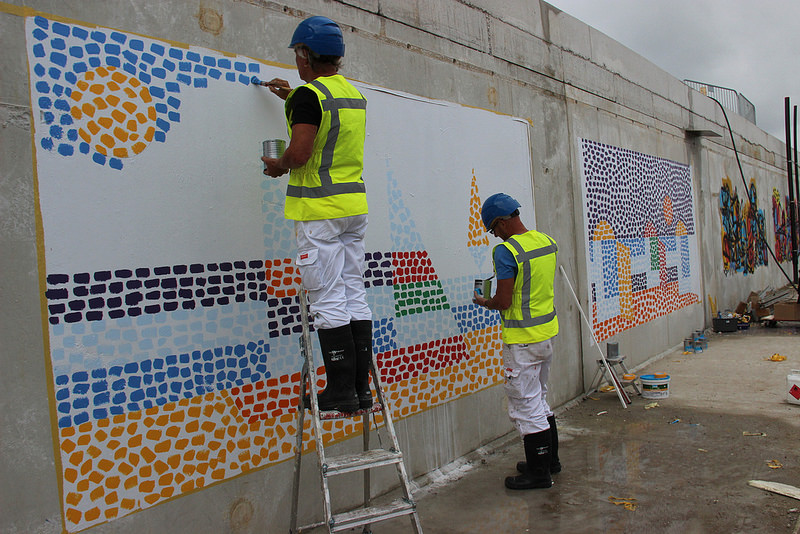
Tijdcapsule Kustwerk Katwijk

Meer dan twintig kunstenaars en dichters hebben tijdens de bouw hun creaties en schilderingen op de wanden van de parkeergarage gezet. Tijdens de bouw van de parkeergarage waren de kunstwerken en gedichten zichtbaar voor bezoekers. Na 10 oktober 2014 is het zand aangevuld en verdwenen de kunstwerken onder de grond. Het idee is dat de kunstwerken als een soort tijdcapsule in de toekomst bij graafwerk weer zichtbaar worden. Zo krijgt men later een indruk hoe Katwijk er voor 2014 uitzag, althans door de ogen van de kunstenaars.

## Archeologische vondsten

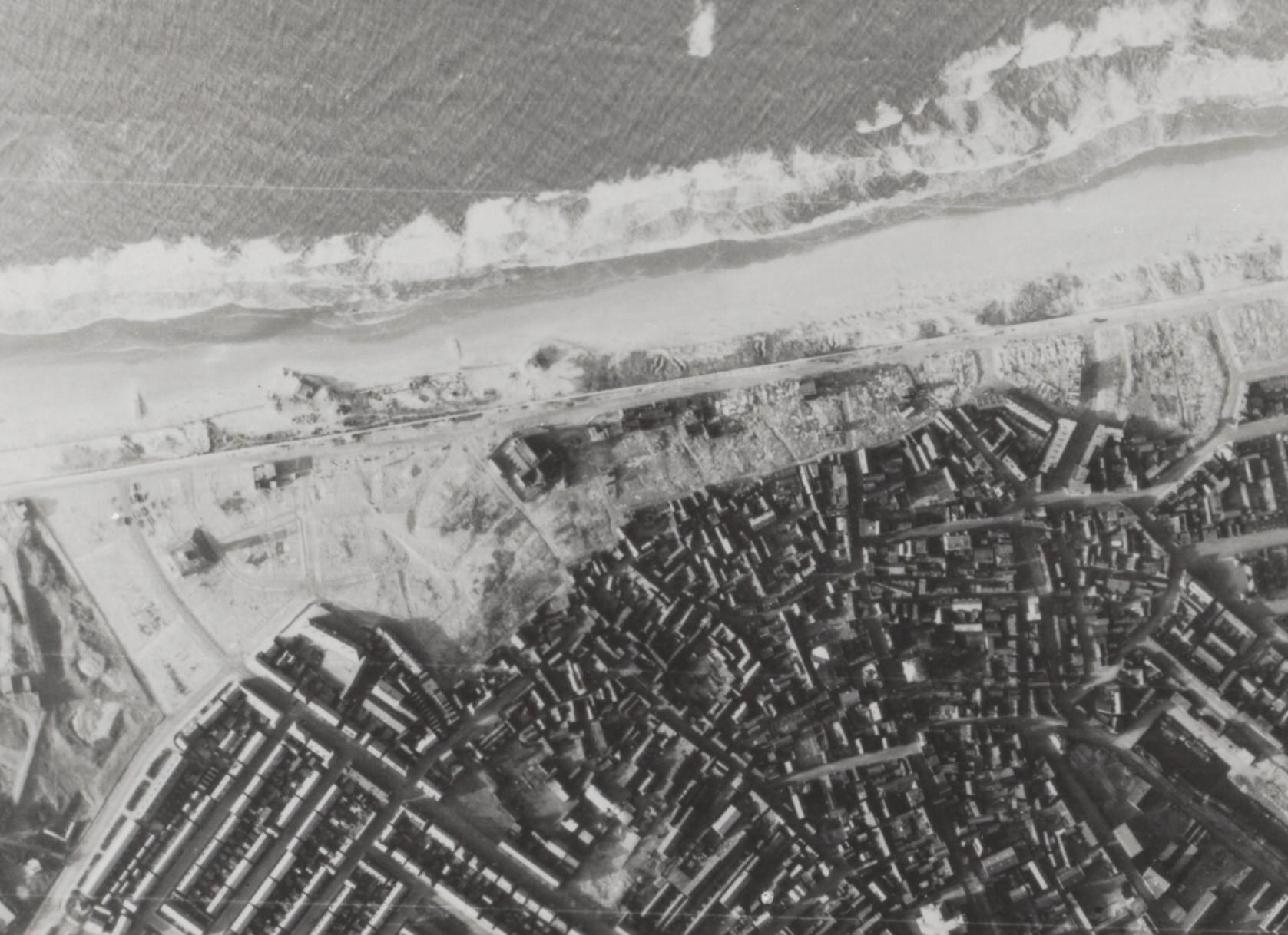
Luchtopname uit 1944 met de gesloopte huizenrijen en de tankmuur

Bij archeologisch onderzoek in het projectgebied zijn resten uit de late middeleeuwen en later gevonden. De vondsten bestaan onder andere uit verweerd aardewerk, glas, bot, steen en bouwhout. Gedurende de Tweede Wereldoorlog is de eerste huizenrij langs de boulevard van Katwijk afgebroken om ruimte te maken voor versterkingen van de Atlantikwall. De Witte Kerk en de vuurtoren bleven wel staan. Tijdens voorafgaand archeologisch onderzoek in april 2013 is een deel van een anti-tankmuur blootgelegd. De muur lag ondersteboven in een kuil en was aan de dorpskant beschilderd met camouflagemotieven.